# Аюнвальд
Аюнвальд (нім. Auenwald) — громада в Німеччині, знаходиться в землі Баден-Вюртемберг. Підпорядковується адміністративному округу Штутгарт. Входить до складу району Ремс-Мур.
Площа — 19,76 км2. Населення становить 6738 ос. (станом на 31 грудня 2020).